# داریو کامپیانی
داریو کامپیانی (انگلیسی: Dario Compiani; ۱ سپتامبر ۱۹۰۳ – ۴ آوریل ۱۹۶۲) بازیکن فوتبال اهل ایتالیا بود.
از باشگاه‌هایی که در آن بازی کرده‌است می‌توان به باشگاه فوتبال کرمونزه، باشگاه فوتبال سمپدوریا، و باشگاه فوتبال آ.ث. میلان اشاره کرد.